# Raúl II de Tosny
Raúl II de Tosny (1027 - fallecido el 9 de abril de 1102), señor de Conches-en-Ouche, fue un noble normando de la Casa de Tosny, hijo de Roger I de Tosny y hermano mayor de Robert de Stafford. / Tosny.   Estuvo activo en Normandía, Inglaterra y Gales .

## Hastings en 1066
Es uno de los pocos compañeros probados de Guillermo el Conquistador que luchó en la batalla de Hastings en 1066.  La tradición dice que cedió el papel de abanderado, que era un título hereditario, a Walter Giffard, para poder luchar junto a Guillermo el Conquistador.

## Disputa
Raúl estuvo enfrentado con Guillermo de Évreux, por el desacuerdo entre la esposa de Guillermo, Helvise de Nevers, y su esposa, Isabel. Esto provocó el estallido de una guerra en 1091-1092. Finalmente, ambas partes llegaron a un acuerdoy llegaría a atacar juntos a Robert de Beaumont conde del condado de Meulan de Leicester.
Las propiedades de Raúl eran muy extensas. Su sede principal estaba en Flamstead en Hertfordshire, aunque tenía posesiones al oeste de Gloucestershire. Se le concedió el castillo de Clifford,y también se cree que tenía bienes en el pueblo de Hose, Leicestershire, que fueron repartidas entre dos manors, el de Tosny y el del poseedor del título del castillo normando de Belvoir .

## Familia
Raoul se casó con Isabel de Montfort, hija de Simón I de Montfort. Descendencia:
- Roger, murió joven. [8]
- Raoul IV de Conches,[8]esposo de Alicia de Huntingdon, hija de Waltheof de Northumbria, y Judith de Lens .
- Godehilde, esposa de Balduino I de Jerusalén [9] Otras fuentes también dicen que se casó con Robert de Neubourg, hijo de Henry de Beaumont, conde de Warwick - Guillermo de Jumièges menciona este matrimonio y afirma que ella era hija de 'Raoul II' de Tosny . Quizás se casó con ambos hombres, a menos que Guillermo de Jumièges y otros hayan cometido un error [10]